# Leborulva áldlak
A Leborulva áldlak kezdetű, az Oltáriszentségről szóló katolikus egyházi ének Kisdy Benedek püspök Cantus Catholici-jében jelent meg 1651-ben.
A dallam nagyon hasonlít Balassi Bálint: Bocsásd meg, Úristen kezdetű versének dallamára. A hasonlóság nem véletlen: Balassi (és abban a korban nemcsak ő) verseit ismert dallamokkal, énekelve adta elő.

## Kotta és dallam
| Leborulva áldlak, láthatatlan Istenség, Kenyér- és borszínben elrejtezett emberség, Noha itt nem láthat, meg nem tapasztalhat Az emberi gyengeség. | Isteni erődet elrejtéd a keresztfán, Testi gyarlóságnak homályával takarván. Itt emberi tested előlünk elrejted, Színek alatt titkolván.                        | Noha szent Tamással sebed helyét nem látom, Uram, igaz hittel jelenléted megvallom. E vallásban tarts meg, szent színedet add meg Égben egykor meglátnom. |
| Váltságomnak ára, száradt szívem ereje, Szegény bűnös lelkem megtisztító fürdője, Szomjú, fáradt lelkem megvigasztalója, Üdvösségem záloga.        | Részegíts meg engem, Uram, te szent kelyheddel, Oltsd el szegény szívem gonosz lángját véreddel, Drága harmatoddal asszú szívem földjét Kegyelmesen öntözd fel. | |

## Felvételek
- SZVU 119 Leborulva áldlak. YouTube (2011. május 21.)  (Hozzáférés: 2016. október 5.) (audió)